# C/2015 D4 (Borisov)
C/2015 D4 (Borisov) — одна з довгоперіодичних параболічних комет. Ця комета була відкрита 23 лютого 2015 року; блиск на час відкриття: 16.8m.